# Veine fémorale profonde
La veine fémorale profonde est une grosse veine profonde du membre inférieur située dans la cuisse.

## Origine
La veine fémorale profonde est formée par la convergence des veines circonflexes fémorales médiales et latérales, des veines du muscle quadriceps fémoral et des veines perforantes de la cuisse satellites des artères perforantes de la cuisse.

## Trajet
La veine fémorale profonde a un tronc court qui se situe en arrière du plan de bifurcation formé par l'artère fémorale et l'artère profonde de la cuisse.

## Terminaison
La veine fémorale profonde se jette dans la veine fémorale à environ 6 cm sous le ligament inguinal.
Elle possède de nombreuses anastomoses.

## Aspect clinique
La veine fémorale profonde est un site fréquent de thrombose veineuse .